# 柚木站 (富士市)

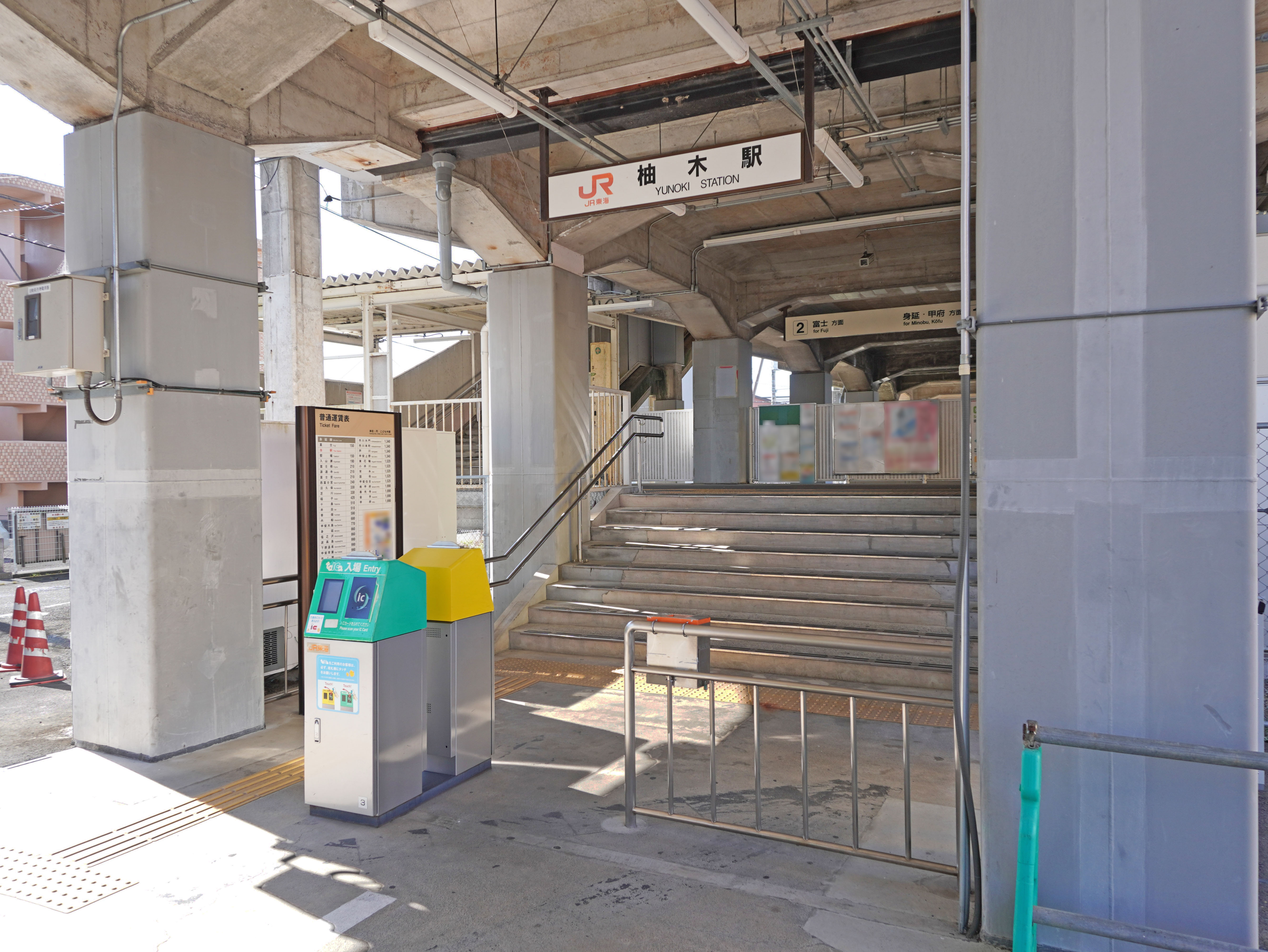
閘門（2022年9月）

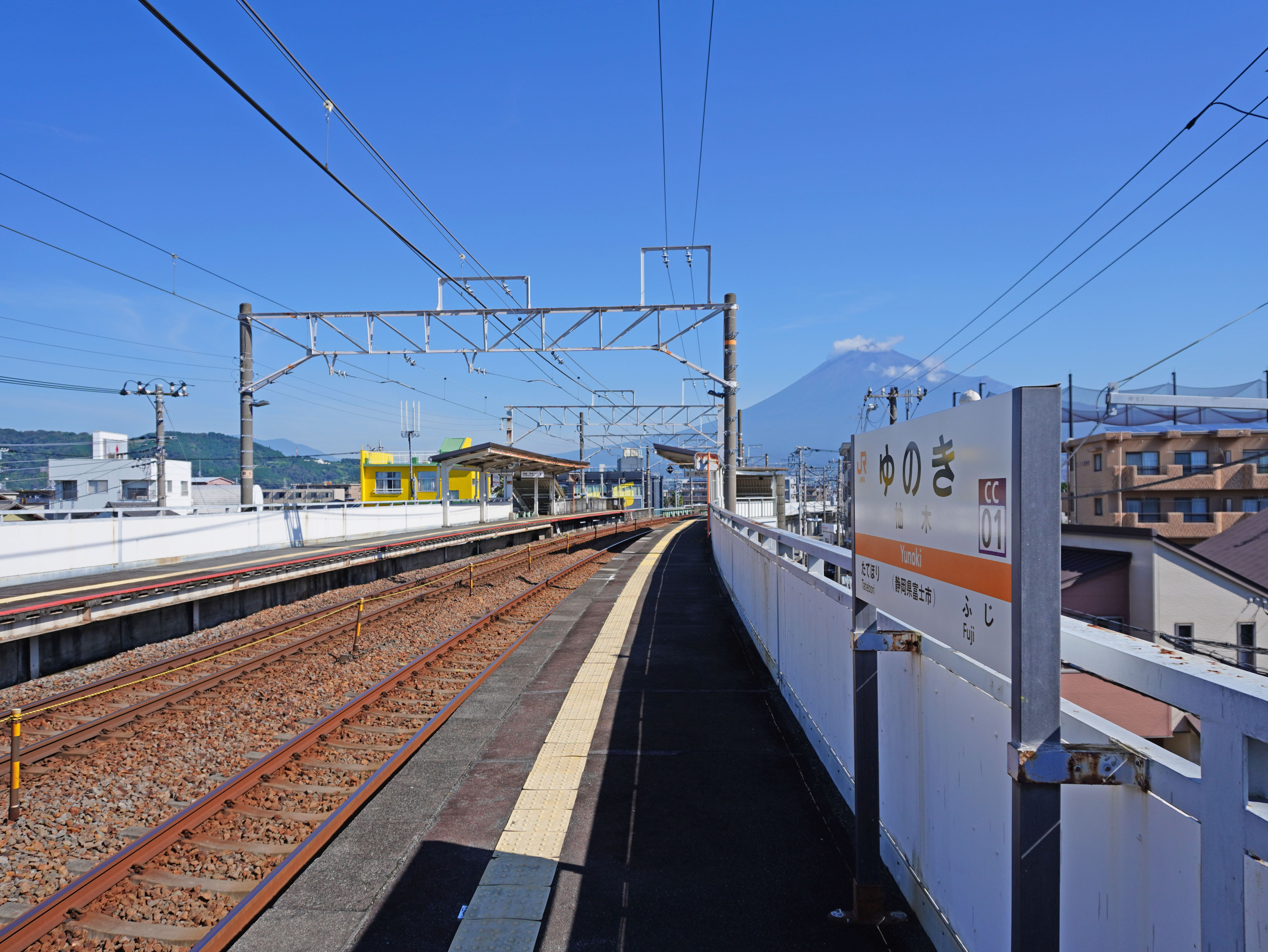
月台（2022年9月）

柚木站（日语：／ Yunoki eki */?）是位於靜岡縣富士市柚木213號，東海旅客鐵道（JR東海）的身延線車站。車站編號是CC01。

## 歷史
- 1934年（昭和9年）7月1日：富士身延鐵道開設本市場停留場啟用，為旅客車站[1]。
- 1938年（昭和13年）10月1日：富士身延鐵道借給鐵道省使用，成為身延線[2]。同時升級車站，名為本市場站[1]。
- 1940年（昭和15年）9月1日：開始行李起卸業務[1]。
- 1941年（昭和16年）5月1日：富士身延鐵道正式國有化[2]。
- 1969年（昭和44年）9月28日：富士至入山瀨之間的走線改變，車站遷移至現地，並改名為柚木站[1]。結束行李起卸業務[1]。
- 1987年（昭和62年）4月1日：伴隨國鐵分割民營化，車站由東海旅客鐵道（JR東海）營運[1]。
- 2010年（平成22年）3月13日：此站開始可以使用IC卡「TOICA」[3]。

### 本市場站
在1969年身延線富士站附近走線改變前，設有柚木站前身本市場站。本市場站位於富士市本市場，該站北邊設有靜岡縣道396號富士由比線平交道（花田平交道）。
身延線舊線遺址變成富士綠道（行人路）。

## 車站構造
車站是一座高架車站，設有2面2線的相對式月台。月台是建設彎道上。車站大樓位於月台和高架橋下。車站西邊為1號月台（下行月台），東邊為2號月台（上行月台）。2月台之間設有樓梯連接車站大樓。大樓內設有廁所，但是在平成30年度被撤走。
此站是由富士宮站管理的無人車站。

### 月台
| 月台 | 路線   | 上下行 | 方向           |
| ---- | ------ | ------ | -------------- |
| 1    | 身延線 | 下行   | 身延、甲府方向 |
| 2    | 身延線 | 上行   | 富士方向       |

## 使用狀況
以下為近年1日乘車人次列表：
| 乘車人次變化 | 乘車人次變化     | 乘車人次變化 |
| 年度         | 1日平均 乘車人次 |              |
| ------------ | ---------------- | ------------ |
| 1993年       | 252              |              |
| 1994年       | 264              |              |
| 1995年       | 276              |              |
| 1996年       | 292              |              |
| 1997年       | 286              |              |
| 1998年       | 285              |              |
| 1999年       | 280              |              |
| 2000年       | 258              |              |
| 2001年       | 不明             |              |
| 2002年       | 不明             |              |
| 2003年       | 不明             |              |
| 2004年       | 不明             |              |
| 2005年       | 270              |              |
| 2006年       | 288              |              |
| 2007年       | 297              |              |
| 2008年       | 291              |              |
| 2009年       | 281              |              |
| 2010年       | 316              |              |
| 2011年       | 326              |              |
| 2012年       | 326              |              |
| 2013年       | 344              |              |
| 2014年       | 360              |              |
| 2015年       | 408              |              |
| 2016年       | 417              |              |
| 2017年       | 437              |              |
| 2018年       | 439              |              |

## 車站周邊
柚木站是位於富士市富士站北邊。站前設有天白神社。
- 雁堤（日语：雁堤）
- 靜岡縣富士見中學·高等學校（日语：静岡県富士見中学校・高等学校）
- 富士松岡郵局
- 靜岡縣富士汽車學校 （页面存档备份，存于）（日語）

## 巴士路線
| 巴士站     | 巴士站 | 系統                           | 主要途經                                     | 目的地     | 巴士公司       | 備註                 |
| ---------- | ------ | ------------------------------ | -------------------------------------------- | ---------- | -------------- | -------------------- |
| 柚木站入口 |        | 向日葵巴士富士站循環（藍路線） | 磯江腦神經外科診所、松岡、宮崎診所入口、中島 | 富士站     | 富士急靜岡巴士 | 只於平日和星期六服務 |
| 柚木站入口 |        | 向日葵巴士富士站循環（紅路線） | 富士見高入口                                 | 富士站     | 富士急靜岡巴士 | 只於平日和星期六服務 |
| 柚木       |        | 小梅（橙路線）                 | 松岡、市營上堀團地、市營瀨戶團地、岩本山團地 | 岩本山公園 | 富士市         | 只於平日和星期六服務 |
| 柚木       |        | 小梅（橙路線）                 | 富士見高前                                   | 富士站     | 富士市         | 只於平日和星期六服務 |
| 柚之木     |        |                                | 富士川橋、富士川站、蒲原站                   | 寺尾橋     | 富士急靜岡巴士 |                      |
| 柚之木     |        |                                |                                              | 富士站     | 富士急靜岡巴士 |                      |

## 相鄰車站
東海旅客鐵道（JR東海）
 身延線
富士（CC00）－柚木（CC01）－竪堀（CC02）

## 注腳
1. 1 2 3 4 5 6  『停車場変遷大事典 国鉄・JR編 2』 JTB，1998年，87-88頁
2. 1 2  『停車場変遷大事典 国鉄・JR編 1』 JTB、1998年、155頁
3. ↑   (PDF) (新闻稿). 東海旅客鉄道. 2009-12-21  [2020-12-19]. （原始内容 (PDF)存档于2020-12-19） （日语）.
4. ↑  []{{ja icon
5. ↑  東海旅客鉄道編 『東海旅客鉄道20年史』 東海旅客鉄道、2007年、733頁
6. 1 2  用車站時間表的方向資訊。詳情參見JR東海官方網站的各站時間表 （页面存档备份，存于）（截至2015年1月）。
7. ↑  「靜岡縣統計年鑑」
8. ↑  「富士市統計書」